# Haworthia ao-onii
Haworthia ao-onii, és l'espècie tipus del gènere Haworthia, de la família de les asfodelòidies que es troba a la província sud-africana del Cap Occidental. És una suculenta perennifòlia que té tubercles molt fins dispersos uniformement, de vegades acolorides. Les seves flors són blanques.

## Taxonomia
Haworthia ao-onii va ser descrita per M.Hayashi i publicada Haworthia Study 16: 13, a l'any 2006.
Etimologia
Haworthia: nom en honor del botànic britànic Adrian Hardy Haworth (1767-1833).
ao-onii: epítet